# Dendrothele boidinii
Dendrothele boidinii är en svampart som beskrevs av Gresl. & Rajchenb. 1998. Dendrothele boidinii ingår i släktet Dendrothele och familjen Corticiaceae.   Inga underarter finns listade i Catalogue of Life.